# 古辣镇
古辣镇，是中华人民共和国广西壮族自治区南宁市宾阳县下辖的一个乡镇级行政单位。

## 行政区划
古辣镇下辖以下地区：
义陈社区、古辣社区、联泉村、马界村、新胜村、刘村、平龙村、龙额村、稔竹村、六窑村和新兴村。

## 旅游景点

### 蔡氏古宅
蔡氏古宅位于广西南宁市宾阳县古辣镇蔡村，占地75亩，约50000平方米，建筑面积15000平方米，房间189间。